# Hamburg-Klostertor

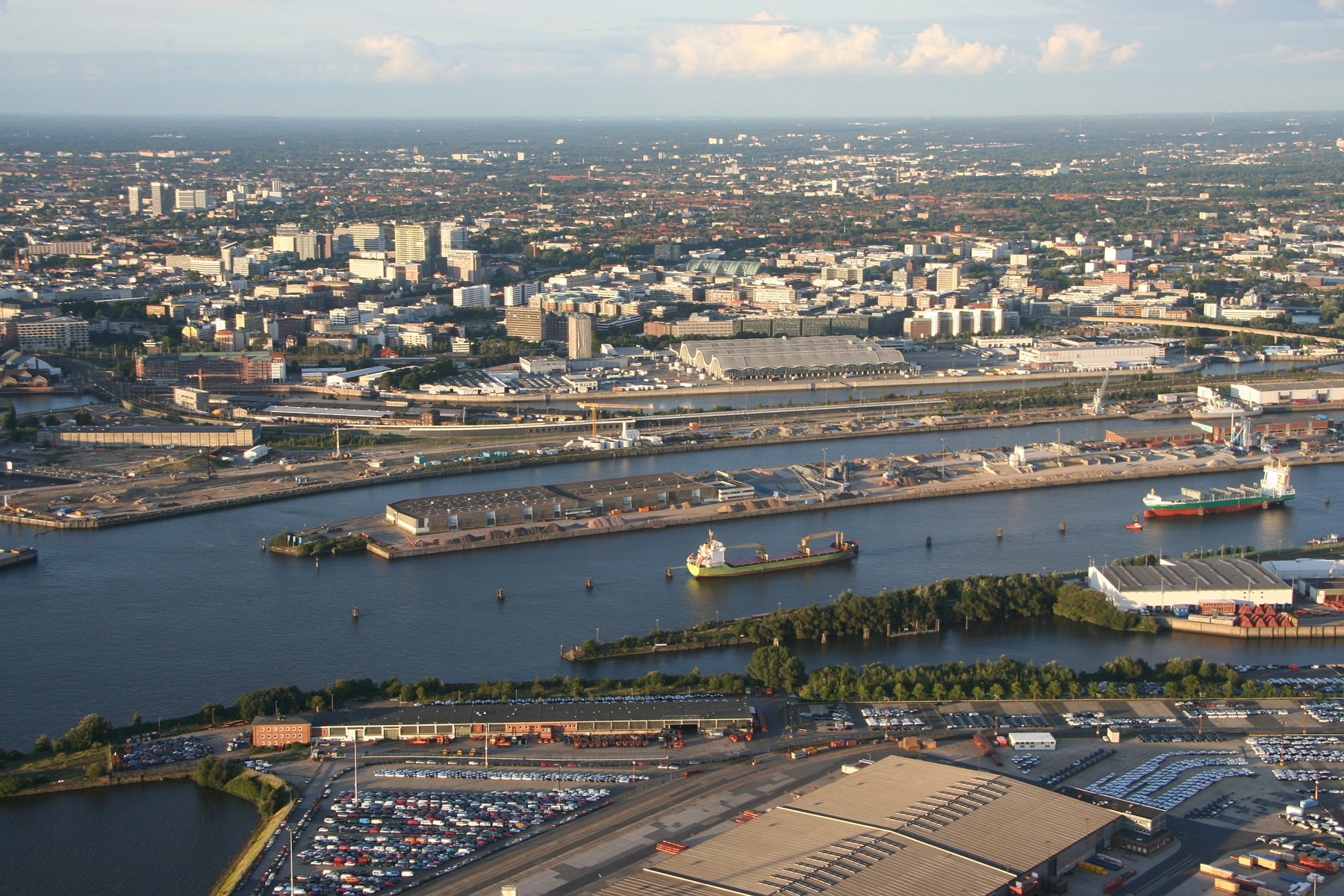
Baakenhafen im Jahr 2010, in der Bildmitte die Großmarkthallen

Der ehemalige Hamburger Stadtteil Klostertor bestand von 1951 bis 2008 und gehörte zum Bezirk Hamburg-Mitte. Er war nach einem früheren Stadttor aus dem 19. Jahrhundert benannt und umfasste den östlichen Teil der heutigen HafenCity sowie den Westteil von Hammerbrook einschließlich des Münzviertels und des Großmarktgeländes. Zuletzt hauptsächlich von Hafenbrachen und Gewerbegebieten geprägt, wurde der Stadtteil im Zuge einer umfassenden Gebietsneuordnung zum 1. März 2008 aufgelöst.

## Geographie
Der Stadtteil wurde wie folgt begrenzt (im Norden beginnend im Uhrzeigersinn): Nordseite der Altmannbrücke, dann der Bahnlinie nach Osten folgend bis zum Nagelsweg. Dem Nagelsweg in der Straßenmitte nach Süden folgend bis zur Amsinckstraße (B 4), diese nach Südosten bis zur Brücke über die Bille, sodann durch die Bille, die Brandshofer Schleuse und den Oberhafen bis zu den Bahnanlagen auf Baakenwerder. Dann verlief die Stadtteilgrenze zwischen Versmannstraße und der Bahnlinie nach Harburg bis zur Mitte der Freihafen-Elbbrücke. Dort befand sich das südlichste Ende des Stadtteils. Durch die Norderelbe verlief die Grenze sodann nach Westen bis zum Magdeburger Hafen, durch diesen und den Brooktorhafen bis zum Oberhafen, wo sie kurz nach Osten versprang und dann zwischen Bahnlinie und Deichtorhallen nach Norden führte. In Höhe des Deichtorplatzes sprang die Grenze auf die westliche Straßenseite des Klosterwalls und führte dann bis zur Altmannbrücke. 

## Geschichte

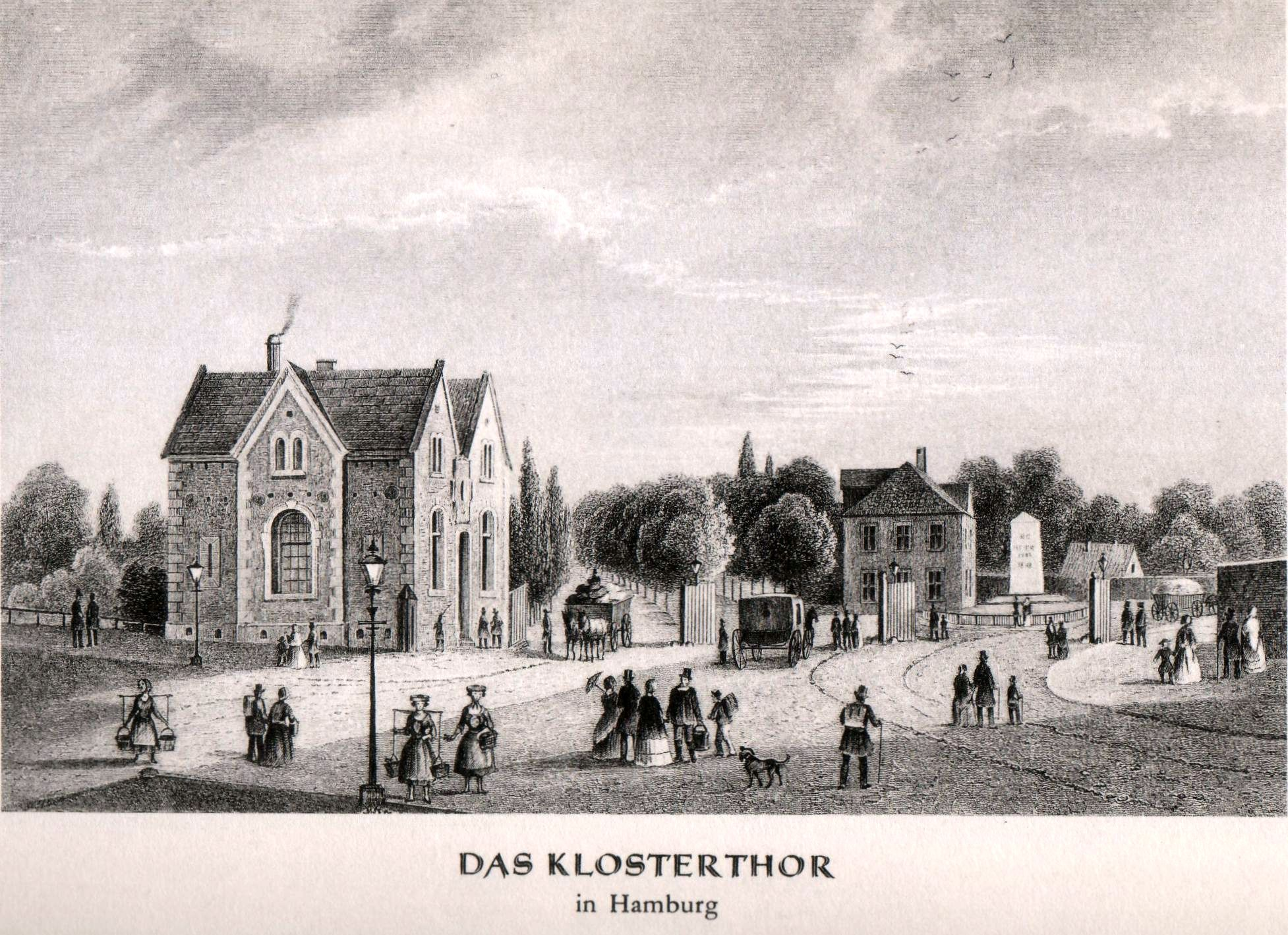
Das Klostertor um 1850

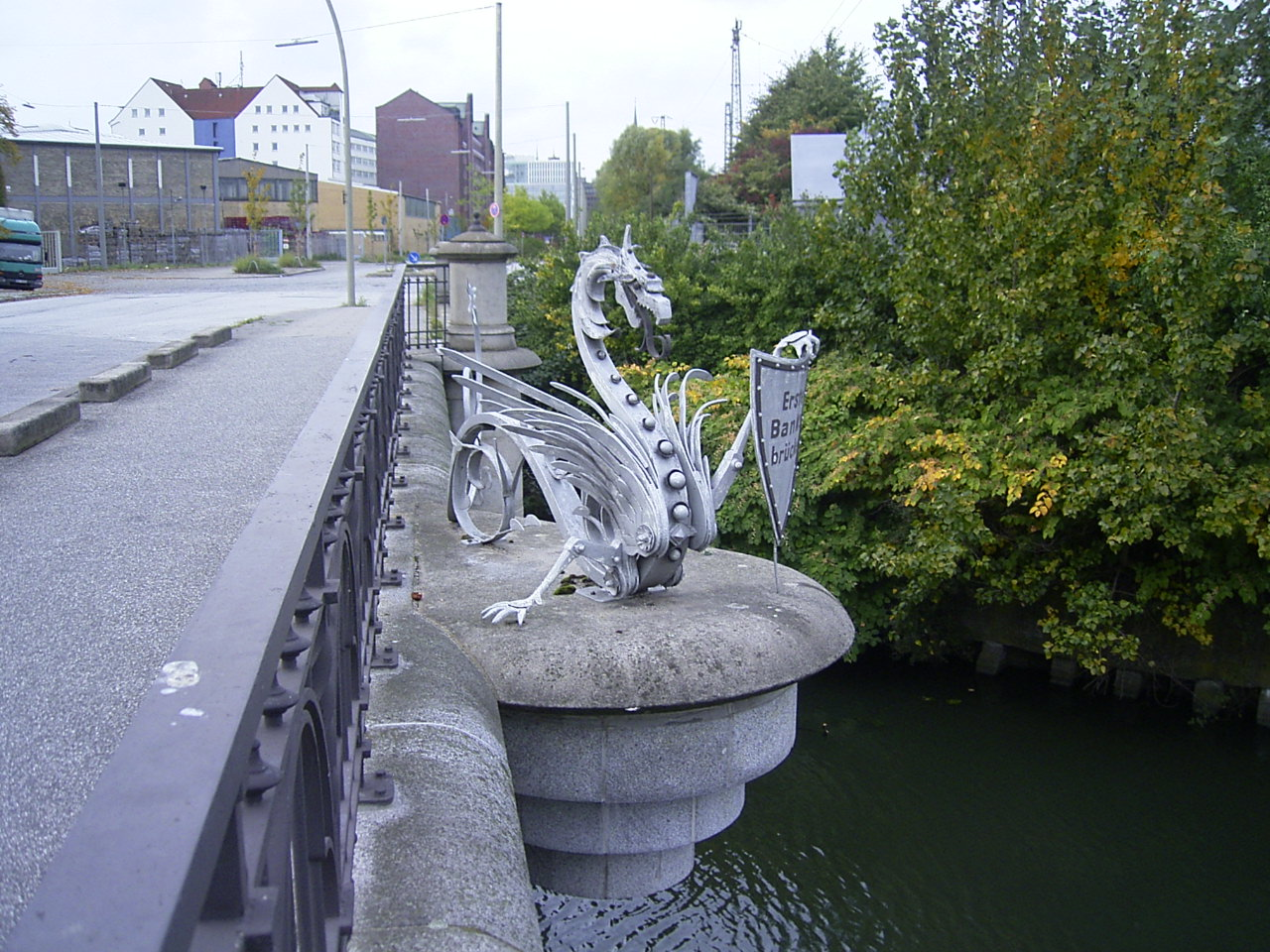
Der Drache auf der Ersten Banksbrücke verweist noch auf die frühere Zugehörigkeit des nördlichen Klostertors zu St. Georg

Der Name des Stadtteils leitete sich von dem früheren Klostertor ab, das wiederum nach dem seinerzeit am Klosterwall gelegenen St. Johannis-Kloster benannt worden war und sich zwischen 1840 und 1860 in Höhe der heutigen Altmannbrücke befand. Der Stadtteil wurde durch das 1949 verabschiedete Gesetz über die Bezirksverwaltung in der Freien und Hansestadt Hamburg mit Wirkung zum 11. Mai 1951 aus zwei bis dahin sehr verschiedenen Gebietsteilen gebildet:
Der nordöstliche (und seit 2008 zu Hammerbrook gehörende) Teil wurde in früheren Zeiten als Auf dem Stadtdeich oder Deichtorvorstadt bezeichnet und bis 1830 von der Landherrenschaft Hamm und Horn verwaltet. 1830 kam es zur Vorstadt St. Georg; nach dem Großen Brand von 1842 wurde es mit Trümmerschutt um mehrere Meter aufgeschüttet, um es bebauen zu können. Von einem rasterförmigen Kanalnetz durchzogen, entstand hier gegen Ende des 19. Jahrhunderts ein dichtbebautes Wohn- und Gewerbequartier, in dem viele der zuvor aus dem Gebiet der Speicherstadt verdrängten Arbeiter eine neue Heimstatt fanden. Im Zuge einer Gebietsreform nach dem Groß-Hamburg-Gesetz wurde 1938 erstmals ein „Bezirk“ Klostertor gebildet. Bei den Luftangriffen im Juli 1943 wurde dieses Gebiet ebenso wie der übrige Hammerbrook fast vollständig zerstört.
Der südwestliche (und seit 2008 zur Hafencity gehörende) Teil lag hingegen auf zwei ehemaligen Elbinseln (Grasbrook und Baakenwerder), die seit 1888 zum Freihafen ausgebaut worden waren und daher ausschließlich aus Hafen-, Bahn- und Zollanlagen bestanden. Seit der erwähnten Gebietsreform 1938 hieß dieser „Bezirk“ Klostertorhafen. Die Grenze zwischen beiden Bezirken ist heute noch als Ortsteilgrenze zwischen den Ortsteilen 115 (Klostertor) und 104 (Klostertorhafen) vorhanden und verläuft in der Mitte des Oberhafens.
Die 1951 erfolgte Zusammenlegung beider Gebiete zu einem Stadtteil ist (ebenso wie die 2008 erfolgte Aufteilung) im Kontext der damaligen Stadtplanung zu sehen: Das 1943 zerstörte Gebiet des früheren Hammerbrook sollte nicht wieder als Wohnviertel aufgebaut, sondern als Hafenerweiterungsgebiet nur noch gewerblich genutzt werden. Als sich abzeichnete, dass der Hafen aufgrund der Containerisierung aber nach Westen statt nach Osten expandierte, entstand stattdessen in den 1980er Jahren die City Süd als reine Bürolandschaft beiderseits des Mittelkanals. Bei der Planung der Hafencity wurde das damals noch zu Klostertor gehörende Baakenhafengebiet in das Planungsgebiet einbezogen; zugleich verlagerte sich auch auf dem Festland der Schwerpunkt weg von der reinen Gewerbenutzung hin zu mehr Wohnungsneubau (z. B. Sonninpark).

## Politik

### Wahlergebnisse
Die Wahlen zur Hamburgischen Bürgerschaft von 1966 bis 2004 brachten folgende Ergebnisse
(jüngere Wahlergebnisse siehe hier):
| Bürgerschaftswahl | Grüne/GAL 1 | SPD    | CDU    | FDP    | Übrige   |
| ----------------- | ----------- | ------ | ------ | ------ | -------- |
| 2004              | 41,1 %      | 25,6 % | 20,7 % | 04,6 % | 08,0 %   |
| 2001              | 25,6 %      | 35,5 % | 13,2 % | 03,0 % | 22,7 % 2 |
| 1997              | 34,3 %      | 33,8 % | 12,7 % | 04,7 % | 14,5 %   |
| 1993              | 30,7 %      | 36,6 % | 12,4 % | 00,5 % | 19,8 % 3 |
| 1991              | 24,8 %      | 42,7 % | 20,5 % | 02,1 % | 09,9 %   |
| 1987              | 23,5 %      | 46,8 % | 26,6 % | 02,2 % | 00,9 %   |
| 1986              | 23,1 %      | 42,5 % | 32,1 % | 01,9 % | 00,4 %   |
| Dez. 1982         | 21,5 %      | 51,5 % | 23,4 % | 02,6 % | 01,0 %   |
| Juni 1982         | 20,6 %      | 40,4 % | 33,3 % | 03,5 % | 02,2 %   |
| 1978              | 11,4 %      | 50,9 % | 28,4 % | 03,1 % | 06,2 %   |
| 1974              | –           | 46,5 % | 37,7 % | 09,9 % | 05,9 %   |
| 1970              | –           | 60,7 % | 26,1 % | 07,8 % | 05,4 %   |
| 1966              | –           | 63,4 % | 26,5 % | 06,7 % | 03,4 %   |

## Wirtschaft und Infrastruktur

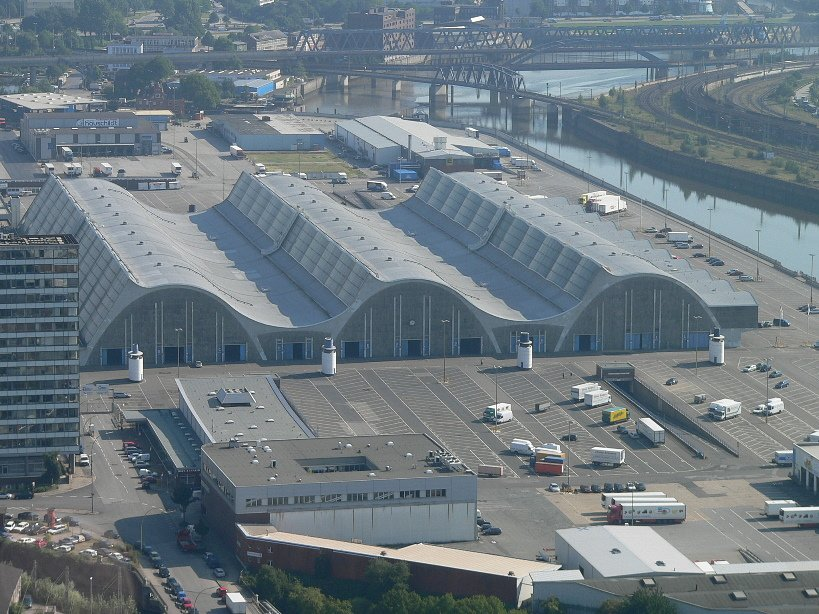
Die Großmarkthallen von Bernhard Hermkes

Der ehemalige Stadtteil Klostertor war überwiegend durch gewerbliche Nutzungen sowie Hafen- und Bahnanlagen geprägt. Lediglich im äußersten Norden, um den Münzplatz sowie am Högerdamm gab es noch Reste von Wohnbebauung aus der Vorkriegszeit. Bedeutende Unternehmen waren etwa der zwischen 1956 und 1962 nach Plänen von Bernhard Hermkes, Gerhard Becker, Gottfried Schramm und Jürgen Elingius erbaute Großmarkt Hamburg, der heute zu Hammerbrook gehört, sowie der ehemalige Hauptgüterbahnhof Hamburg in der heutigen HafenCity.

### Bauwerke
Das ehemalige Bahnpostamt Hühnerposten (heute Zentralbibliothek der Hamburger Bücherhallen) wurde von 1902 bis 1905 nach Plänen von Postbaurat Schuppe im Stil märkischer Spätgotik erbaut. Durch den Ausbau 1923 bis 1927 nach Plänen von Postbaurat Thieme erfolgte eine Angleichung an die typischen hanseatischen Kontorhäuser jener Zeit. Das Deichtorhaus (Architekten: Bothe, Richter, Teherani) mit dem ZDF Studio Hamburg als Hauptmieter wurde im Jahr 2002 fertiggestellt. Die Oberhafenkantine konnte als typische „Kaffeeklappe“ und schrägstes Lokal Hamburgs erhalten werden.
Die repräsentative Münzburg am Münzplatz 11, von J. H. M. Brekelbaum 1886 erbaut, ist als Backsteinrohbau im Sinne der Hannoverschen Schule gestaltet worden. Sie ist ein Beispiel für repräsentativen Wohnungsbau im innerstädtischen Bereich. Die Hammerbrookschleuse, 1865/66 von Johann Hermann Maack errichtet, ist heute als technisches Kulturdenkmal erhalten. Sie schließt den Schleusenkanal zum Oberhafen hin ab.
In dem Bereich zwischen Münzstraße, Schultzweg und dem östlichen Ende der Norderstraße befindet sich seit ca. 1884 ein dreistöckiges ehemaliges Schulgebäude, das in seiner Ursprungs-Funktion zuletzt ab 1952 und bis 2008 die Schwerhörigenschule Hamburg beherbergte. Beim aktuellen Zustand (2019) ist der ursprüngliche hochgelegene Haupteingang mit zweiflügeliger Tür zugemauert und die vormals von der dort etwas höher gelegenen Münzstraße herunterführende Rampe abgetragen.

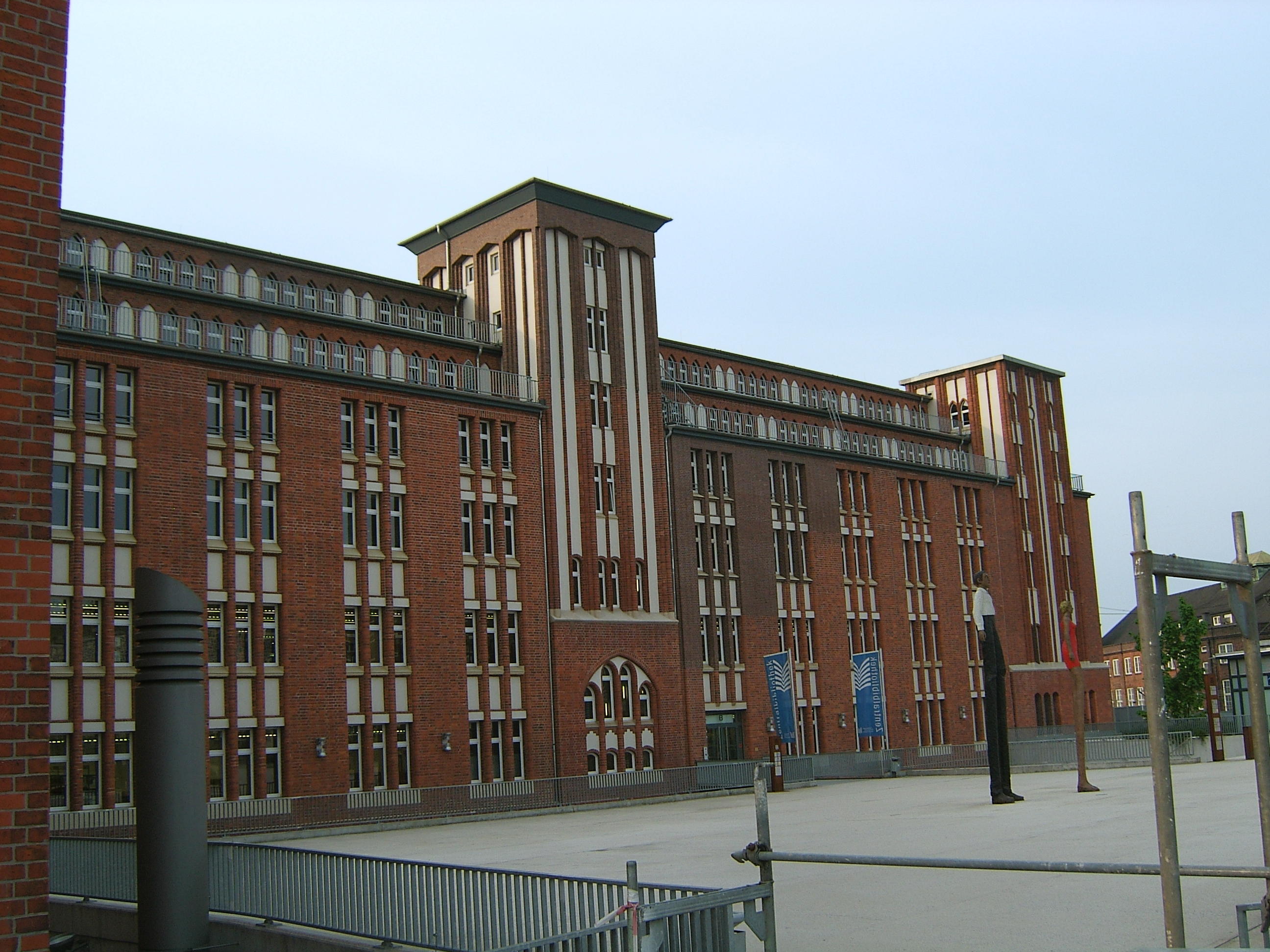
Ehemalige Hauptpost am Hühnerposten
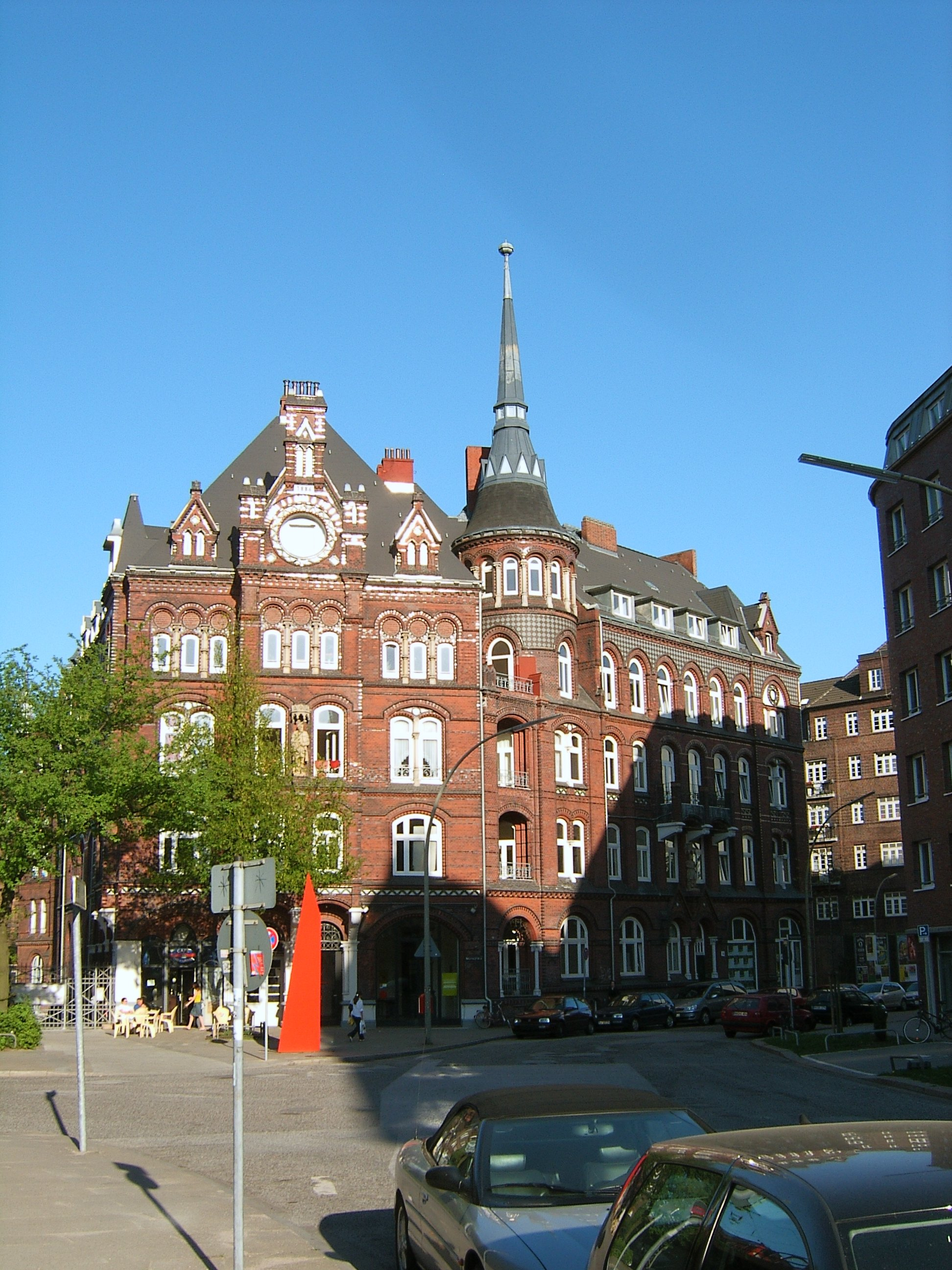
Münzburg am Münzplatz 11
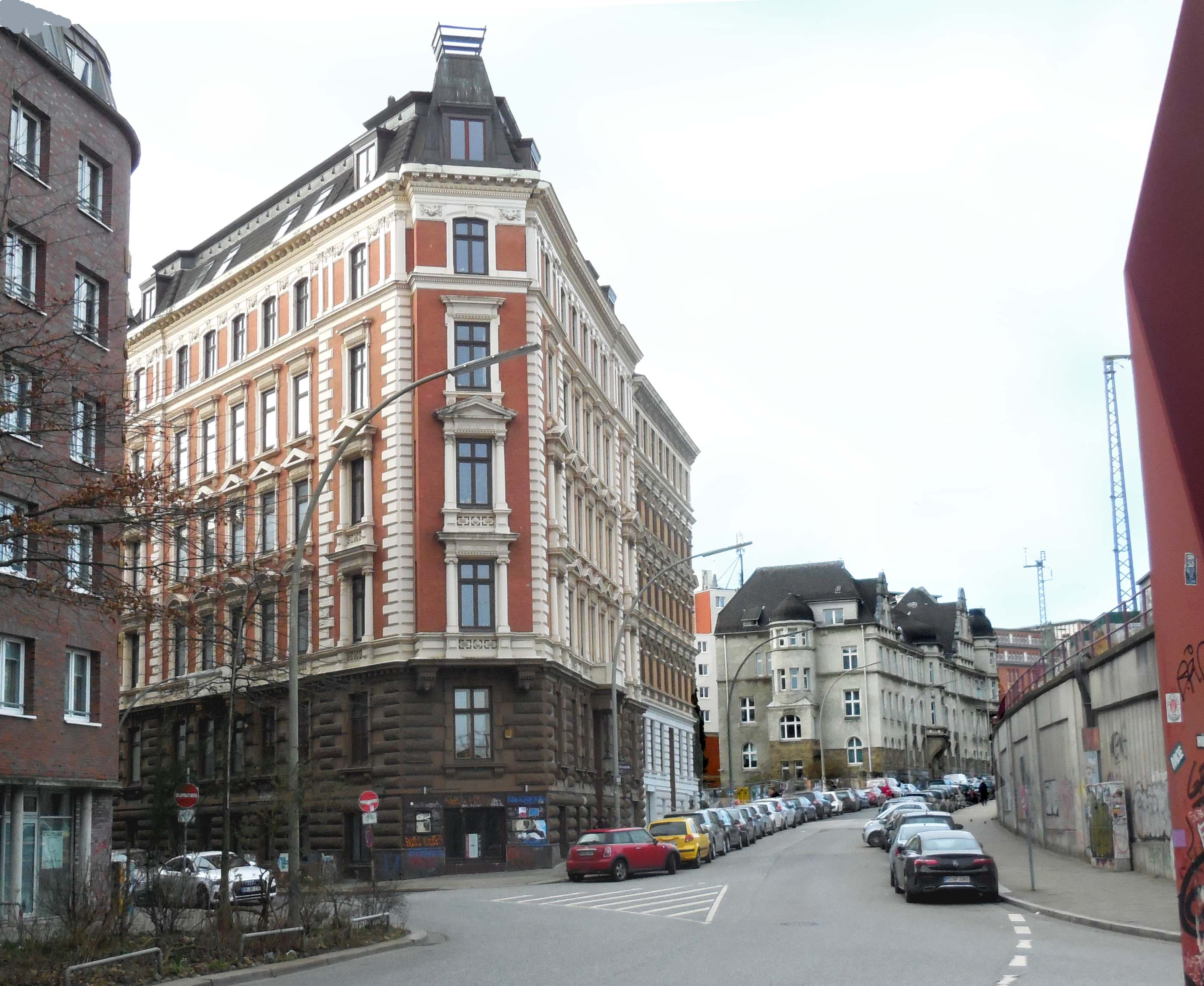
Blick vom Münzplatz in die Münzstraße
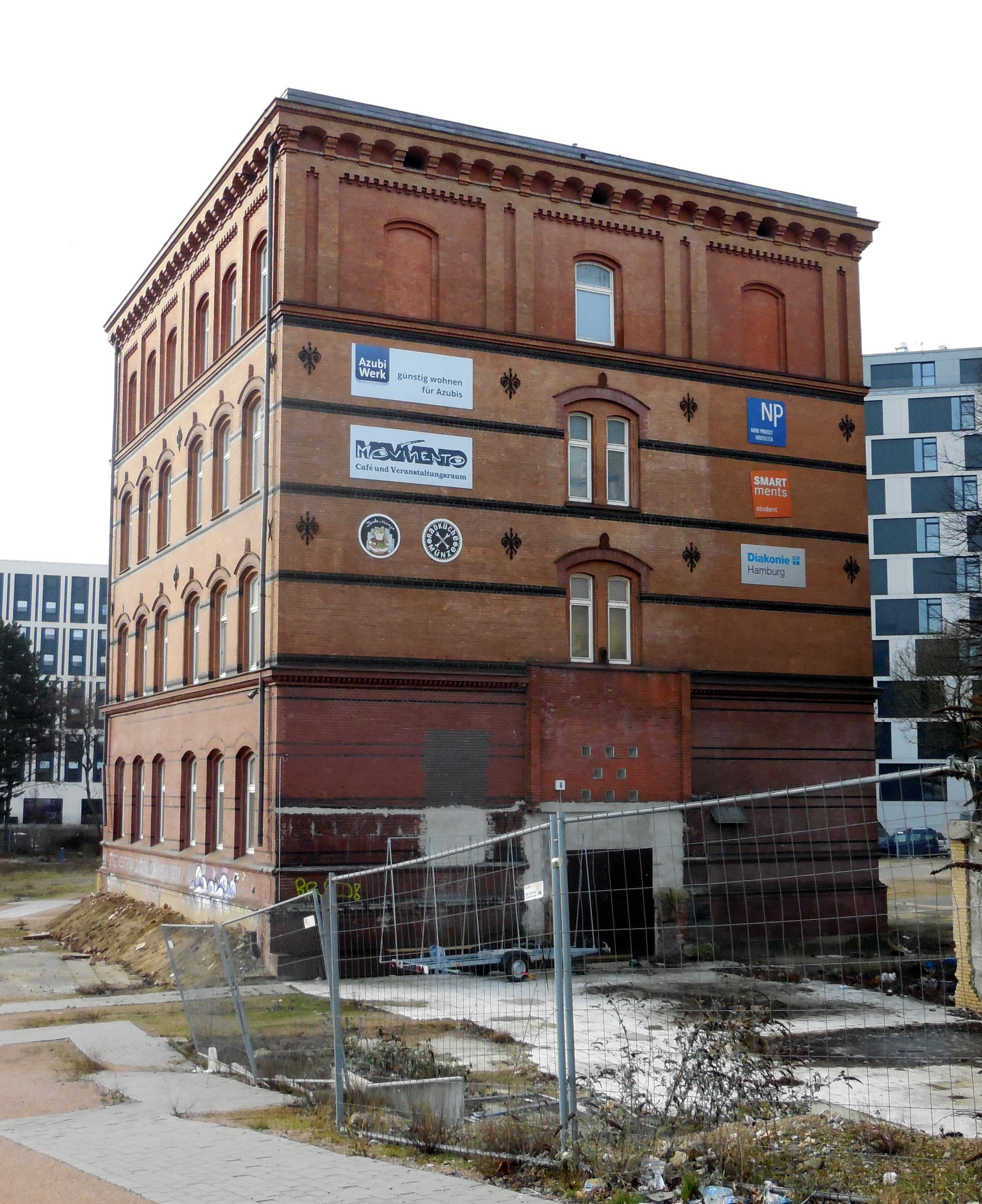
Ehemaliges Schulgebäude Münzstraße 6, Zustand 2018
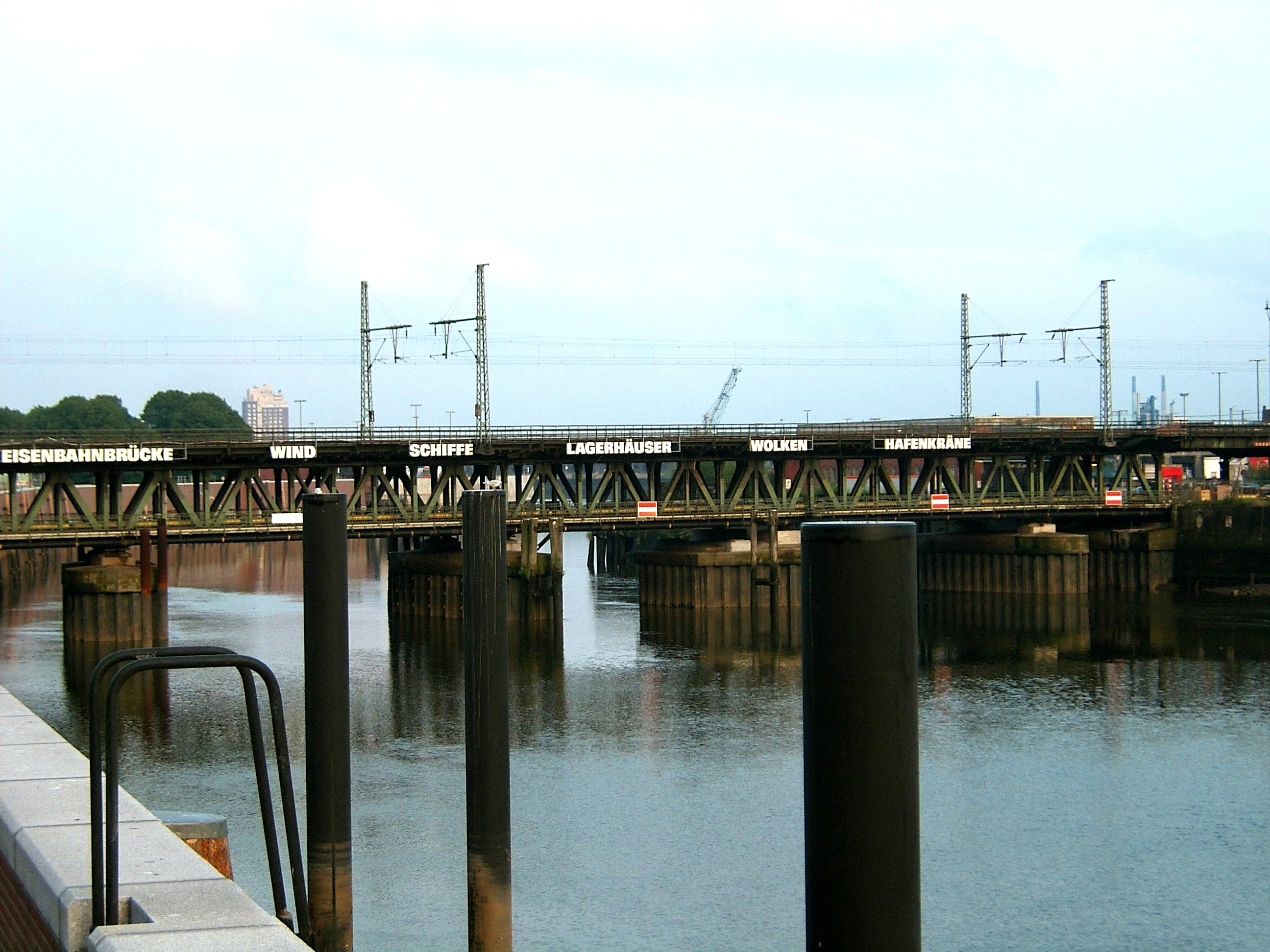
Oberhafenbrücke 2005